# 田中英夫 (法学者)
田中 英夫（たなか ひでお、1927年1月13日 - 1992年8月20日）は日本の法学者。専門は英米法。東京大学法学部長・名誉教授。末延三次門下。弟子に寺尾美子など。

## 経歴
一橋大学名誉教授田中和夫の長男として東京に生まれる。
1943年福岡県中学修猷館卒業、1945年第一高等学校卒業を経て、1951年、東京大学法学部を卒業し、1954年、同大学院を修了。1962年、法学博士（東京大学）の学位を取得する（学位論文「私有財産権の保障規定としてのデュー・プロセス・クローズの成立」）。
その後、1954年10月、東京大学法学部助教授を経て、1964年、東京大学法学部教授に就任。この間、2度にわたりハーバード大学ロー・スクールにおいて客員教授として日本法を講義している。1982年、東京大学法学部長に就任し、1984年まで務めている。1985年、東京大学総長特別補佐、著作権法審議会委員。1987年、成蹊大学法学部教授に就任する。1992年成蹊大学停年退職。

## エピソード
英米法を研究するきっかけとなったのは、学部時代に聴講した高柳賢三と、アメリカ方論文執筆のきっかけを作ったベン・ブルース・ブレイクニーとしている。　

## 主な著書

### 単著
- 『アメリカ法の歴史　上』（東京大学出版会、1968年）
- 『アメリカの社会と法　印象記的スケッチ』（東京大学出版会、1972年）
- 『英米の司法』（東京大学出版会、1973年)
- 『The Japanese Legal System』（東京大学出版会、1976年）
- 『憲法制定過程覚え書』（有斐閣、1979年）
- 『英米法総論 上・下』（東京大学出版会、1980年）
- 『ハーヴァード・ロー・スクール』（日本評論社、1982年）
- 『英米法のことば』（有斐閣、1986年）
- 『英米法研究1 法形成過程』（東京大学出版会、1987年）
- 『英米法研究2 デュー・プロセス』（東京大学出版会、1987年）
- 『英米法研究3 英米法と日本法』（東京大学出版会、1988年）

### 共著・編著
- 『英米判例百選』（有斐閣、1964年）
- 『実定法学入門』（東京大学出版会、1965年）
- （堀部政男）『英米法（邦語）文献目録』（東京大学出版会、1966年）
- （高柳賢三・大友一郎）『日本国憲法制定の過程 Ⅰ・Ⅱ』（有斐閣、1972年）
- （野田良之・村上淳一）『外国法の調べ方　法令集・判例集を中心に』（東京大学出版会、1974年）
- （堀部政男）『英米法研究文献目録』（東京大学出版会、1977年）
- （藤倉皓一郎・曽野和明・木下毅）『英米判例百選　Ⅱ　私法』（有斐閣、1978年）
- 『英米法の諸相　伊藤正己先生還暦記念論文集』（東京大学出版会、1980年）
- （竹内昭夫）『法の実現における私人の役割』（東京大学出版会、1987年）
- 『英米法辞典』（東京大学出版会、1991年）
- 『BASIC英米法辞典』（東京大学出版会、1993年）